# Akrobat med otur
Akrobat med otur är en svensk kortfilm från 1897 med regi och foto av Ernest Florman. Filmen var en av de allra första att produceras i Sverige och premiärvisades på Lumières Kinematograf i Gamla Stockholm.

## Handling
En herre och en dam sitter vid ett bord på en restaurang när en artist anländer och börjar göra konster. Han misslyckas och gör så att damen ramlar baklänges och visar underkjol och stärksaker.

### Fotnoter
1. 1 2  ”Akrobat med otur”. Svensk Filmdatabas. http://sfi.se/sv/svensk-filmdatabas/Item/?itemid=3186&type=MOVIE&iv=Basic&ref=/templates/SwedishFilmSearchResult.aspx?id%3d1225%26epslanguage%3dsv%26searchword%3dAkrobat+med+otur%26type%3dMovieTitle%26match%3dBegin%26page%3d1%26prom%3dFalse. Läst 8 april 2013.